# Turnagain River
Der Turnagain River ist ein linker Nebenfluss des Kechika River in der kanadischen Provinz British Columbia.

## Flusslauf
Der Turnagain River hat seinen Ursprung im Turnagain Lake an der kontinentalen Wasserscheide auf einer Höhe von 1193 m. Er durchfließt die Cassiar Mountains in nordnordöstlicher Richtung. Er nimmt den Kutcho Creek von rechts auf. Später biegt er nach Osten ab. Die beiden rechten Nebenflüsse Cassiar River und Dall River fließen ihm von Süden zu. Nun biegt er erneut nach Norden ab. Der Major Hart River trifft von links auf den Fluss. Die letzten 20 km wendet er sich nach Nordosten, durchbricht die Gebirgskette der Kechika Ranges und erreicht die Rocky Mountain Trench. Schließlich mündet er in den Kechika River. Der Turnagain River hat eine Länge von etwa 210 km. Am Pegel oberhalb Sandpile Creek beträgt der mittlere Abfluss 87 m³/s. Das Einzugsgebiet umfasst mehr als 6580 km². 
Vom Dall Lake über den Nebenfluss Dall River und den Unterlauf des Turnagain River zum Kechika River werden Kanutouren angeboten.